# Heino Roomere
Heino Roomere, gebürtig Heinrich Römmer (* 28. Januarjul. / 10. Februar 1907greg. in Harku, Gouvernement Estland; † 5. Juli 1966 in Tallinn, Estnische SSR) war ein estnischer Fußballspieler und Pianist deutsch-baltischer Herkunft.

## Leben
Heino Roomere wurde im Jahr 1907 unter dem Namen Heinrich Römmer als eines von sechs Kinder von Jaan Römmer und seiner Ehefrau Liisa Römmer (geb. Tohver) in Harku, einer Landgemeinde im estnischen Kreis Harju geboren. Im Jahr 1936 estnisierte er seinen Vor- und Nachnamen.
Im Jahr 1925 war er Absolvent am Gustav-Adolf-Gymnasium in Tallinn. Danach wurde er in Tallinn im Konservatorium der Estnischen Musikakademie als Pianist ausgebildet. Er arbeitete später als professioneller Musiker im Volkstheater. Ein Jahr nach seinem Abschluss am Konservatorium trat er der estnischen Sozialistischen Arbeiterpartei bei. Im Zweiten Weltkrieg gehörte er dem Orchester eines Polizei-Bataillons an.
Zwischen den Jahren 1927 und 1929 spielte Roomere Fußball für den JK Tallinna Kalev in der Estnischen Fußballmeisterschaft. Zudem absolvierte er im selben Zeitraum fünf Länderspiele für die Estnische Nationalmannschaft, darunter zwei Spiele beim Baltic Cup 1928.